# مایومی کاجی
مایومی کاجی (ژاپنی: 加治 真弓؛ زادهٔ ۲۸ ژوئن ۱۹۶۴) بازیکن فوتبال اهل ژاپن و عضو تیم ملی فوتبال ژاپن است که در تاریخ ۶ سپتامبر ۱۹۸۱ میلادی اولین بازی ملی‌اش را انجام داد. او در ۴۸ بازی ملی حضور داشت و آخرین بازی ملی خود را در تاریخ ۲۱ نوامبر ۱۹۹۱ میلادی انجام داد. مایومی کاجی در بازی‌های ملی‌اش
گلی به ثمر نرساند.